# بلاكي بيت
بلاكي بيت (بالإنجليزية: Blackie Pitt)‏ هو سائق سباق أمريكي، ولد في 8 مارس 1925 في روكي ماونت في الولايات المتحدة، وتوفي في 28 مارس 1992 بسبب سرطان.

## وصلات خارجية
- بلاكي بيت على موقع Racing-Reference.info (الإنجليزية)